# حصار ميناء آرثر
حصار ميناء آرثر (باليابانية:旅順攻囲戦، بالروسية:Оборона Порт-Артура)، هي أطول واعنف معركة برية في الحرب الروسية اليابانية دارت في ميناء آرثر البحري الروسي الواقع في منشوريا.
ميناء آرثر كان يعتبر أحد أكثر واقوى المواقع المحصنة في العالم، لكن خلال الحرب اليابانية الصينية الاولى، تمكن الجنرال الياباني نوغي ماريسوكي من الاستيلاء على الميناء والمدينة الواقع فيها من سلالة تشينغ الحاكمة خلال أيام قليلة فقط، سهولة وسرعة هذا الانتصار والثقة المفرطة من هيئة الاركان العامة اليابانية في قدرة القائد نوغي على كسر تحصينات الروس أدى إلى اطلاق حملة أطول بكثير ادت إلى خسائر كبيرة أكثر مما كان متوقع.

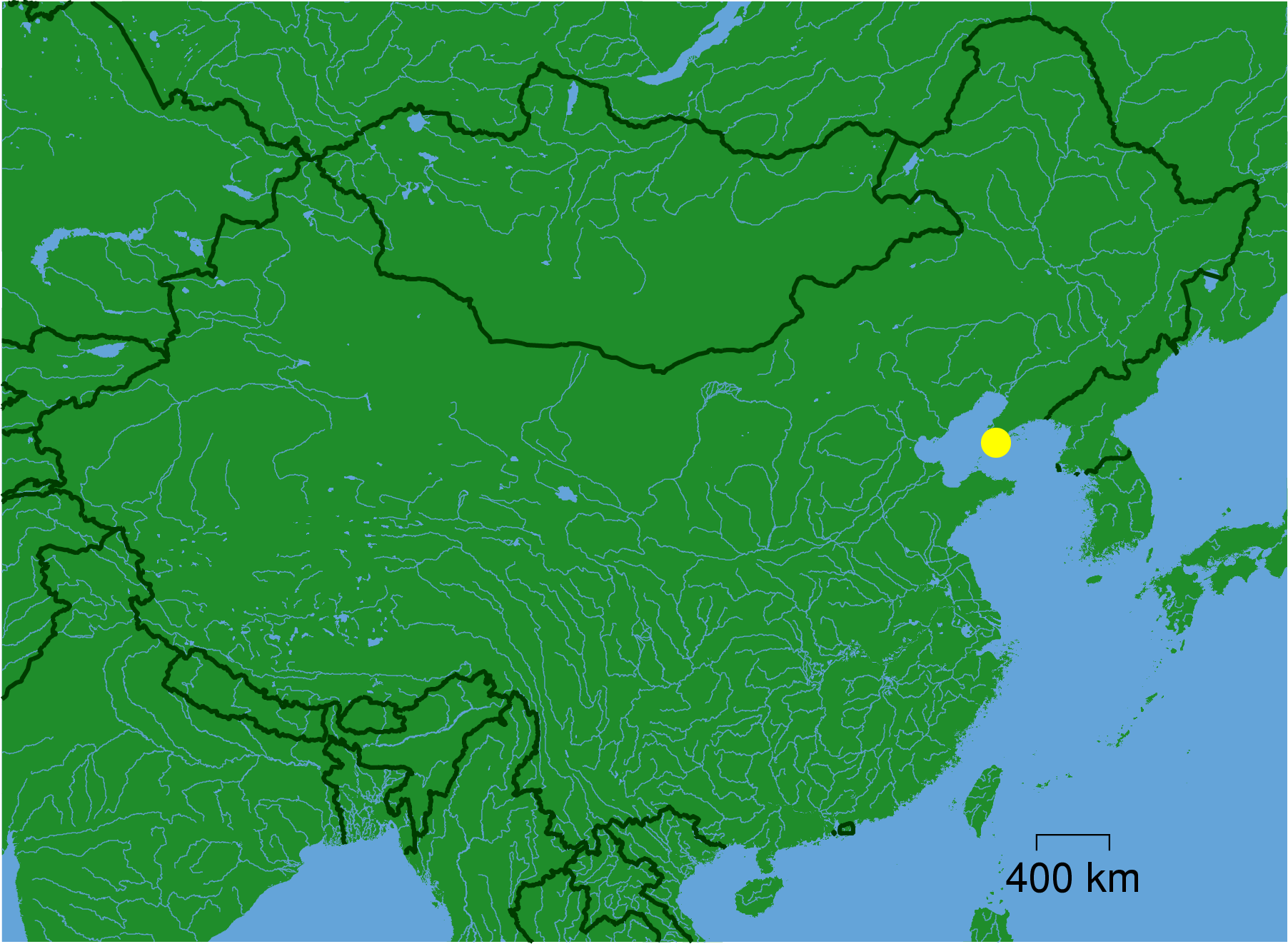
موقع ميناء آرثر في منشوريا (ضمن حدود الصين حالياً).

ظهرت خلال معركة حصار ميناء آرثر أغلب التقنيات المتطورة للاسلحة في ذلك الوقت والتي استخدمت لاحقاً في الحرب العالمية الأولى، ومنها مدافع هاوتزر 280 ملم (11 بوصة) [الإنجليزية] والقادرة على اطلاق قذائق يبلغ وزنها 217 كيلوغرام (500 رطل) على مدى يقارب 8 كيلومتر، مدافع هاوتزر الخفيفة سريعة الإطلاق، رشاشات ماكسيم، وبنادق المخزن ذات الاطلاقة الواحدة، بالإضافة إلى الاسلاك الشائكة، الاسوار الكهربائية، كشافات موضعية ذات المصابيح قوسية، إشارات الراديو التكتيكية (أول استخدام عسكري للتشويش على الاتصالات)، القنابل اليدوية وأساليب حرب الخنادق والالغام البحرية المعدلة للإستخدام على البر.

## الخلفية
تكونت القوات الروسية التي تحرس ميناء آرثر بقيادة اللواء انتولي ستوسيل من حوالي 50,000 رجل و506 مدفع بما فيها الطواقم البحرية الروسية المتمركزة في الميناء، محاولين تحقيق اقصى استفادة من التضاريس الطبيعية للمنطقة حيث تشكلت الدفاعات من طبقات متداخلة مع الجبهات القتالية، ومع ذلك فإن الكثير من التحصينات والمعاقل لم تكن مكتملة التجهيز، بسبب قلة الموارد وتحويل اغلبها للدفاع عن مدينة داليان شمالاً.
تألف المحيط الخارجي الدفاعي للميناء من سلاسل من التلال ومنها تلة هسياوكوشان وتاكوشان بالقرب من نهر تا-هو في الشرق، وناماكوياما، اكاساكاياما، التل 174 متر، التل 203 متر وتلة فالس في الغرب، كل هذه التلال كانت محصنة بشدة، وخلفها بمسافة 1.5 كيلومتر يوجد الجدار الحجري الصيني الذي يطوق بلدة لوشن القديمة من الجنوب إلى نهر لونهو في الشمال الغربي حيث أكمل الروس هذا الجدار من الغرب والجنوب مطوقين الميناء والمدينة بالحصون الخرسانية، مواقع الرشاشات وسلاسل الخنادق.

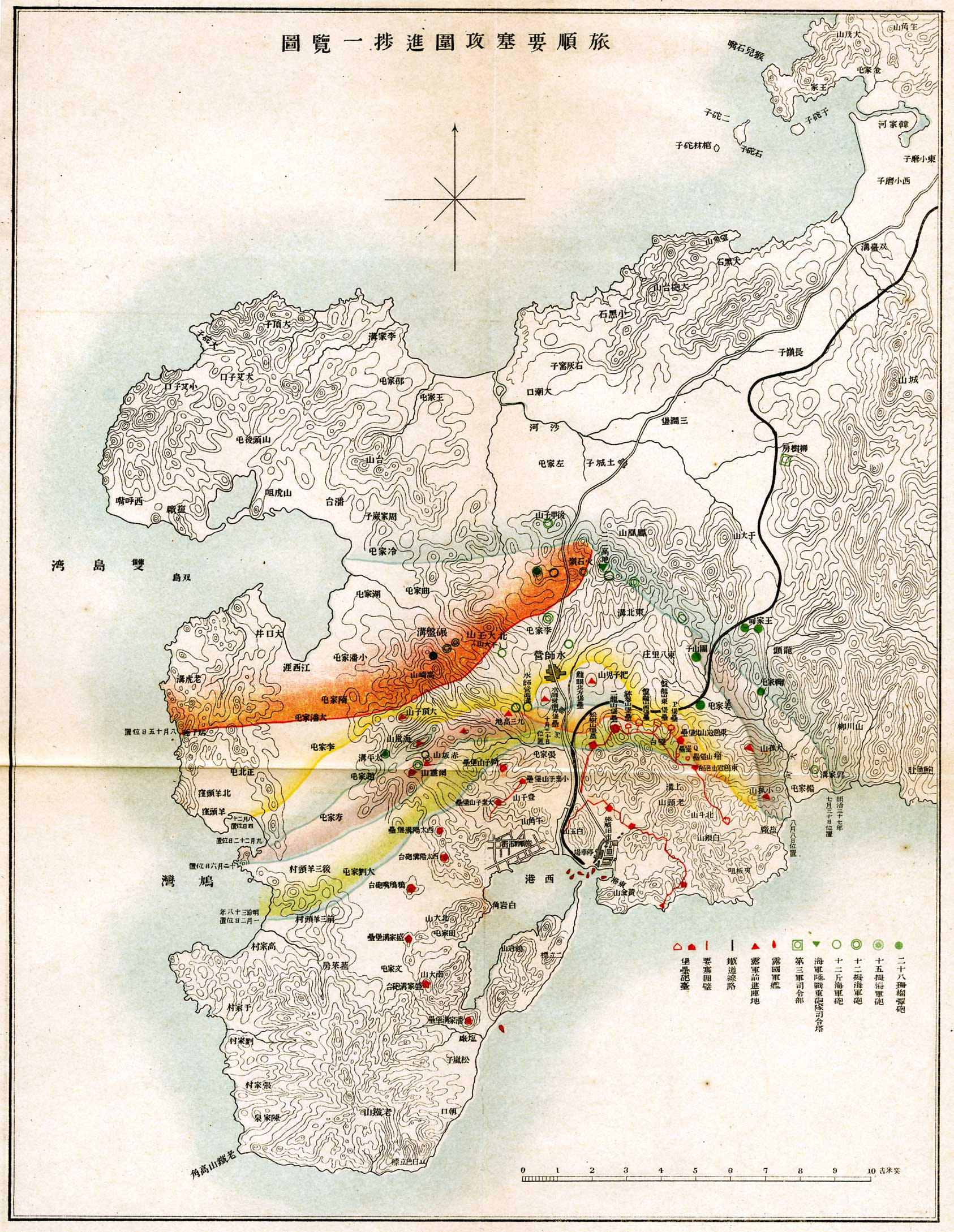
خارطة تقدم القوات اليابان في حرب ميناء آرثر، الخط الازرق:بتاريخ 30 يوليو، الاحمر: 15 اغسطس، الاصفر: 20 اغسطس، الاخضر: 2 يناير.

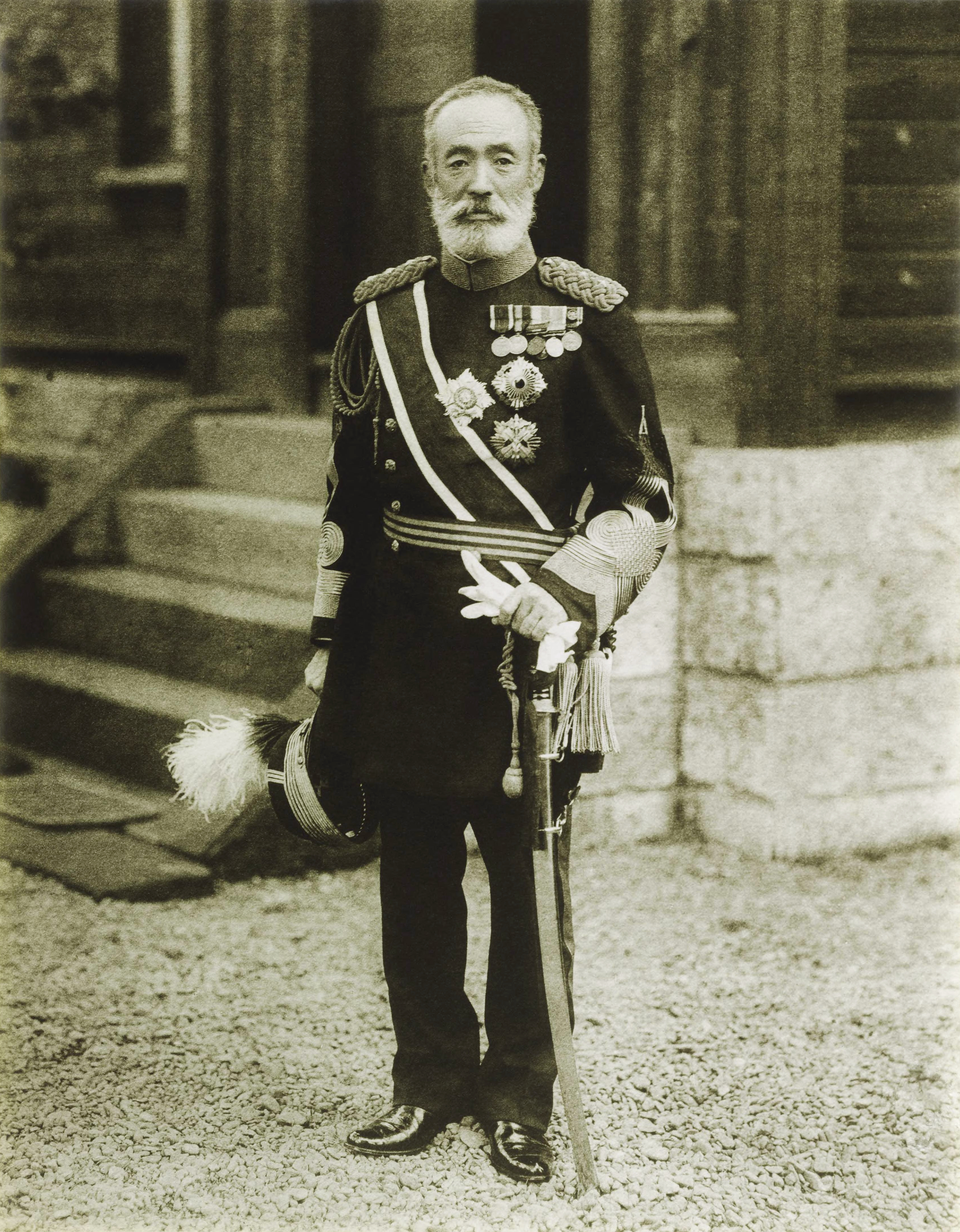
الجنرال نوغي ماريسوكي، قائد القوات اليابانية في معركة ميناء آرثر.

وكان في مواجهة القوات الروسية، الجيش الياباني الثالث بتعداد حوالي 150,000 جندي مدعوماً بعدد 474 سلاح مدفعية بقيادة الجنرال نوغي ماريسوكي.

## المعارك

### معركة تلال شان (تلال اليتيم)
بدأ قصف ميناء آرثر يوم 7 أغسطس 1904، من قبل اليابانيين بزوج من المدافع الأرضية عيار 120 ملم، واستمر بشكل متقطع حتى يوم 19 أغسطس شارك الاسطول الامبراطوري البحري الياباني أيضاً في قصف الشواطئ بينما إستعد الجيش الياباني في الشمال الشرقي لمهاجمة التلتين الشبه معزولتين تلة اليتيم الكبيرة (تاكوشان) ذات الارتفاع 180 متر وتلة اليتيم الصغيرة (هسياوكوشان) لم تكن التحصينات كبيرة على هاتين التلتين لكن لهما سفوح شديدة الإنحدار وفي نهايتهما نهر تا-هو الذي زوده الروس بسدود على طول الضفة لجعله عقبة امام اليابانيين، تطل التلتين على مسافة تقارب الكيلومتر من الأرض المستوية على الخطوط اليابانية، لهذا كان من الضروري لليابانيين الإستيلاء عليهما لإكمال تطويق الميناء.
بدأ قصف التلتين في الساعة 4:30 فجراً واستمر حتى الساعة 19:30 ليلاً، عندها أمر الجنرال نوغي بشن هجوم مباشرة للمشاة والذي أعاقته الأمطار الغزيرة، ضعف الرؤية وغيوم الدخان الكثيفة حيث لا يوجد طريق آخر ليتقدم منه اليابانيون الا المنحدرات، على الرغم من أن الهجمة ليلية الا انها اسفرت عن عدد كبير من الخسائر لدى اليابانيين بشكل غير متوقع بسبب استعمال الروس لكشافات قوية لتوجيه الرشاشات والمدفعية، كما غرق الكثير من الجنود في نهر تا-هو.
بدون توقف إستأنف الجنرال نوغي القصف المدفي والهجوم على التلال في اليوم التالي 8 أغسطس 190 لكن توقف الهجوم مجدداً بسبب الإطلاق الناري الكثيف من الاسطول البحري الروسي بقيادة الطراد الروسي نوفيك [الإنجليزية]، مع هذا امر نوغي رجاله باللإستمرار بالضغط على الدفاعات بغض النظر عن الخسائر، مما ادى إلى حدوث اضطراب في الاوامر في الخطوط الخلفية الروسية جعل بعض الوحدات تتخلى عن مواقعها، وتتمسك وحدات أخرى بعناد لكن تمكن اليابانيين بفضل التفوق العددي من إحتلال تلة تاكوشان في الساعة 20:00 وفي صباح اليوم التالي 9 أغسطس 1904 تمكنوا من إحتلال هسياوكوشان أيضاً.
كلف احتلال التلتين اليابانيين 1,280 شخص بين قتيل وجريح، واشتكى الجيش الياباني للبحرية اليابانية عن سهولة حصول الروسيين على الدعم من النيران بحريتهم ورداً على هذا، جلبت البحرية اليابانية مجموعة كافية من المدافع لمنع حصول غارات بحرية روسية مماثلة.
بعد وصول أخبار سقوط التلتين إلى القيصر الروسي، بدأ يقلق حول سلامة اسطول المحيط الهادئ الروسي الموجود في ميناء آرثر، فقام بإرسال اوامر فورية إلى الادميرال ويلغيلم فيتغيفت [الإنجليزية] لجعله قائد للاسطول بعد وفاة الادميرال ستيبان ماكاروف، والإضمام إلى الاسطول التواجد في فلاديفوستوك، حيث اشتبك الادميرال الجديد مع اليابانيين في الساعة 8:30 من يوم 10 أغسطس 1904 الذين كانوا ينتظرون تحت قيادة توغو هيهاتشيرو فيما أصبح يعرف لاحقاً بمعركة البحر الاصفر [الإنجليزية].

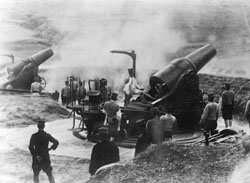
مدافع هاوتزر 280 ملم (11 بوصة) اليابانية، أثناء حصار ميناء آرثر.

في يوم 11 أغسطس 1904 ارسل اليابانيين عرضاً بوقف مؤقت لاطلاق النار في ميناء آرثر، حتى يتمكن كل المدنيين من مغادرة المنطقة بسلام، لكن تم رفض العرض فقرر المراقبين العسكريين الأجانب المغادرة بحثاً عن الأمان يوم 14 أغسطس.

### معركة التل 174
في ظهيرة يوم 13 أغسطس 1904 أطلق الجنرال نوغي منطاد استطلاع من تلال وولف فشلت محاولات الروس بإسقاطه، وذكر أن الجنرال نوغي فوجئ بشدة من عدم التنسيق في جهود المدفعية الروسية، مما جعله يقرر شن هجوم مباشر، كان هذا الهجوم مهم جداً لأن نجاحه سينقل القوات اليابانية مباشرةً إلى قلب المدينة، مع أن البعض من تابعيه أثاروا جدلاً حول هذا القرار بسبب إرتفاع نسب الإصابات من المعارك السابقة والإفتقار إلى مدفعية ثقيلة، لكن ما كان الجنرال نوغي لينتظر أكثر فالمهمة الموكلة إليه بالأصل هي الإستيلاء على ميناء آرثر بأسرع وقت ممكن.
قام اليابانيون بإرسال رسالة إلى قوات ميناء آرثر الروسية يطالبوها بالإستسلام، لكن الروس رفضوا الطلب فوراً فباشر اليابانيون الهجوم عند فجر يوم 19 أغسطس 1904 قاصدين تلة 174 متر، تلك الاثناء كانت التلة تحت حماية الفوجين الثالث عشر والخامس عشر من قوات شرق سيبيريا، معززين بالبحارة تحت قيادة الكولونيل نيكولاي تريتياكوف [الإنجليزية]، وهو محارب قديم شارك في معركة نانشان [الإنجليزية].
وتماماً كما حصل في تلك معركة، بالرغم من تخطي اليابانيين الخندق الأول من خنادق قواته المدافعة إلا انه رفض التراجع وترك التلة 174، لذا تكبد خسائر كبيرة جعلته يطلب تعزيزات في اليوم التالي 20 أغسطس، لكن لم تكن هناك أي قوات قريبة عليه ومع فقدانه أكثر من نصف رجاله بين قتيل وجريح وتفكك القيادات الاصغر وهروب عدد من الرجال الروس لم يكن لديه خيار سوى الانسحاب، وبالتالي تمكن اليابانيين من السيطرة على التلة 174 متر، كانت خسائر اليابانيين في هذا الهجوم قرابة 1,800 بين قتيل وجريح أما الروس خسروا أكثر من 1,000 شخص.
بالنسبة للهجمات اليابانية على المناطق الأخرى من الخط الدفاعي الروسي فقد كلفتهم خسائر كبيرة دون تحقيق مكاسب تذكر، وعندما ألغى الجنرال نوغي أوامر اختراق إفجيج وانتاي يوم 24 أغسطس 1904، كان قد سيطر فقط على التلة 174 والقسمين الغربي والشرقي من خط بانلونغ مع خسائر تصل إلى 16,000 جندي ياباني، وبقاء المواقع الأخرى تحت حماية الروس، لهذا اتخذ الجنرال نوغي قرار وقف الهجوم المباشر وتطبيق حصار طويل على ميناء آرثر.
وفي يوم 25 أغسطس أي بعد يوم واحد من فشل اخر هجوم للجنرال نوغي، اشتبك المارشال اوياما ايواو مع الروس بقيادة الجنرال أليكسي كوروباتكين في معركة سميت بمعركة لياويانغ.

### الحصار
بعد فشل نوغي في محاولات إختراق دفاعات ميناء آرثر بالهجوم المباشر، أمر ببناء الخنادق وحفر أنفاق تحت الحصون الروسية لتفجيرها واسقاط جدرانها، وفي ذلك الوقت كان قد تلقى الجنرال تعزيزات اضافية من المدفعية و 16,000 جندي إضافي من اليابان مما عوض جزئياً الخسار التي تكبدتها قواته في الهجمات الأولى، لكن حصل تطور جديد في أول وصول لمدفع هاوتزر عيار 280 ملم (11 بوصة) ليحل محل مدافع سفينة هيتاتشي مارو [الإنجليزية] بعد إغراقها من قبل الطرادات الروسية يوم 15 يونيو 1904، المدفع الجديد كان يطلق قذائف يصل وزنها إلى 227 كلغ (500.4 باوند) على مدى 8 كيلومترات، مما جعل الجنرال نوغي يمتلك القوة النارية اللازمة للقيام بدك تحصينات الروس، أطلق الروس على قذائف مدفع هاوتزر لقب «المقطورات الصاخبة» بسبب الصوت الذي تحدثه القذائف قبل اصطدامها مباشرةً، وخلال فترة بقائها في ميناء آرثر، اطلقت مدافع هاوتز أكثر من 35,000 قذيفة.
استخدم اليابانيين مدافع ارمسترونغ [الإنجليزية] هاوتزر بالاصل لتركيبها على سواحل خليج طوكيو وخليج اوساكا كوحدات دفاعية ضد السفن.
بينما كان المهندسين العسكريين اليابانيين يعملون على ضعضعة دفاعات الميناء، استمر الجنرال ستوسيل في كتابة رسائل شكوى إلى قيصر روسيا يشكوه فيها من عدم تعاون زملائه ضباط البحرية، كما بدأت الامراض تنتشر بين الجنود في المواقع العسكرية الروسية مثل الاسقربوط والزحار بسبب نقص الطعام الطازج.
حول الجنرال نوغي انتباهه الآن إلى المعاقل الروسية البرية والمائية في الشرق ومنطقة ناماكوياما وتلة 203 متر في الغرب، والغريب انه في هذا الوقت لم يدرك أي من نوغي ولا ستوسيل الأهمية الإستراتيجية للتل 203: «توفر هذه التلة (إذا احتلها اليابانيين) منظر مفتوح يتيح لهم اطلاق النار على الميناء والاسطول الروسي المحتمي هناك». لم يلحظ الجنرال نوغي هذا الامر إلا عندما زاره الجنرال كوداما غينتارو [الإنجليزية]، والذي لاحظ على الفور أن التل كان مفتاح الدفاع الروسي بأكمله.

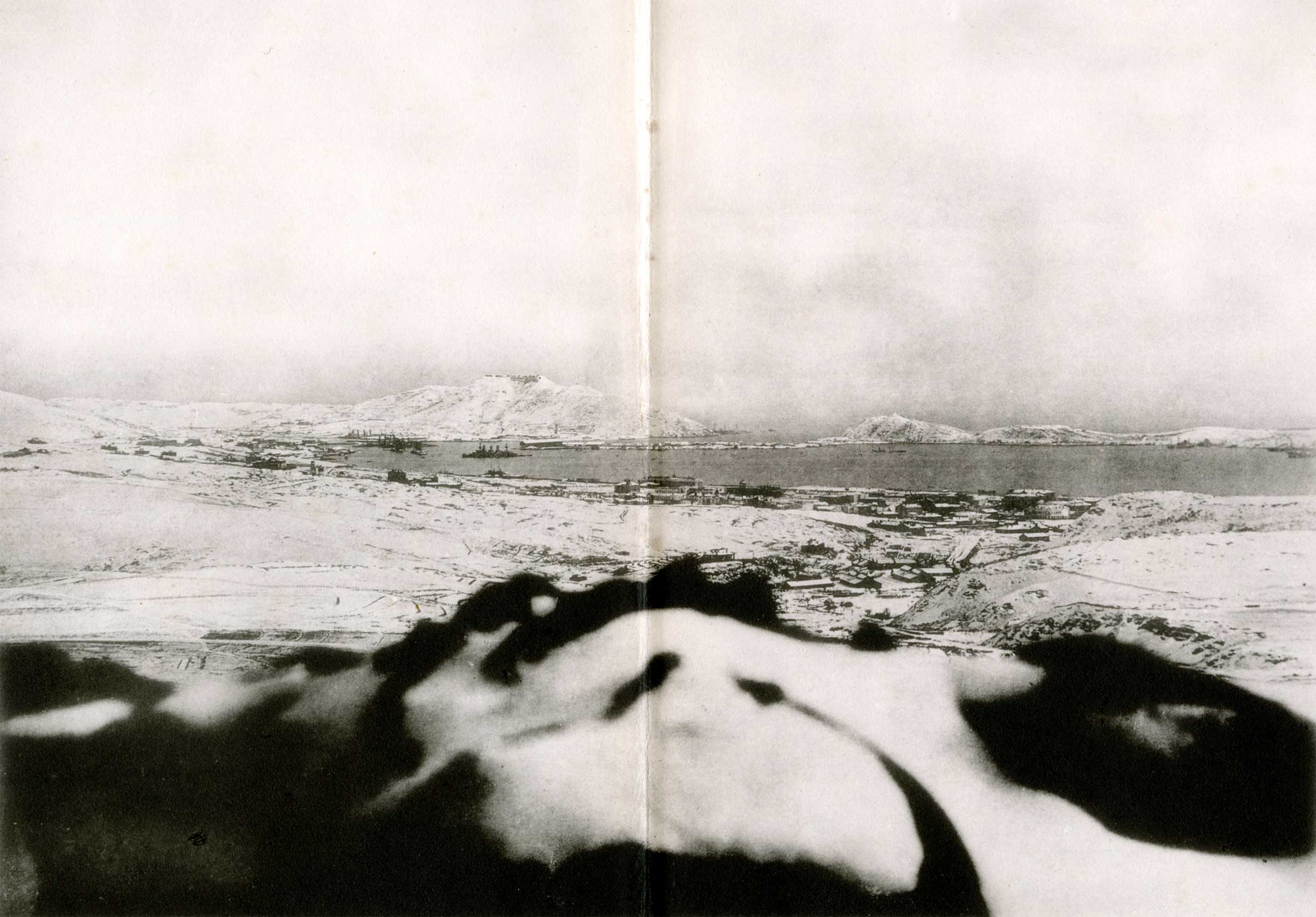
ميناء آرثر كما يبدو من قمة التل 203 متر.

بحلول منتصف شهر سبتمبر، كان اليابانيين قد حفروا أكثر من ثمانية كيلومترات من الخنادق وكانوا على مسافة 70 متر فقط من المعقل المائي، والذي هاجموه واستولوا عليه في الـ 19 من سبتمبر، وبعد ذلك تمكنوا من الاستيلاء على المعقل البري بينما تم توجيه قوات مهاجمة أخرى إلى التلة 203 وناماكوياما وتم الاستيلاء على الاخيرة في نفس اليوم ولكن على التلة 203 واجه الجنود المهاجمين اطلاق نار كثيف جداً من الرشاشات والمدافع على مدى واسع مما أفشل الهجوم واجبر اليابانيين على الانسحاب تاركين خلفهم الأرض مغطاة بالقتلى والجرحى من جنودهم، استمرت معركة التلة 203 لعدة أيام أخرى وكان كلما تقدم اليابانيين كل يوم وحصلوا على منطقة جديدة تجبرهم الهجمات المضادة الروسية الكثيفة على التراجع مرة أخرى، استمر الحال هكذا حتى تخلى الجنرال نوغي عن محاولات الهجوم بسبب خسارته 3,500 رجل وبدأ بقصف مدفعي مطول على البلدة وعلى أجزاء من الميناء ضمن مدى مدافعه، واستخدم الروس فترة التوقف هذه كراحة وفي تقوية الدفاعات على التل أكثر فاكثر.
في يوم 29 أكتوبر 1904 أرسل الجنرال نوغي موجة هجوم بشرية جديدة والتي إذا نجحت كانت ستكون هدية عيد ميلاد للامبراطور ميجي، ولكن بالرغم من تمكنهم من الاستحواذ على بعض المواضع الدفاعية البسيطة فشل الهجوم بعد 6 أيام من القتال، تاركاً خسائر تقدر ب 124 ضابط و 3,611 جندياً أبلغ بها الإمبراطور بدلاً من النصر.
بداية فصل الشتاء لم تؤثر على شدة المعركة بشكل يذكر، حيث تلقى نوغي تعزيزات إضافية من اليابان من ضمنها 18 مدفع هاوتزر اضافي والتي نقلت بواسطة سكك حديدية و800 جندي على طول مسار ضيق طوله يقارب 13 كيلومتر صمم لنقل المدافع، واضيفت هذه المدافع الجديدة إلى 450 مدفع آخر مركبة على الجبهة بالفعل، كما تمكنت إدارة اطلاق النار اليابانية من توصيل المدافع مع المقر الميداني بواسطة اميال من خطوط الهاتف.
ومع معرفة بأن اسطول البلطيق الروسي كان في طريقه إلى الميناء، ادرك المقر الامبراطوري الياباني ضرورة تدمير السفن الروسية التي في ميناء آرثر والتي لا تزال صالحة للخدمة، عندها أصبح من الضروري الإسراع في الإستيلاء على التل 203، وبدأ يتصاعد ضغط سياسي لإستبدال الاجنرال نوغي.

### معركة التل 203
تلة الـ 203 متر، تمثل أعلى مرتفع ضمن ميناء آرثر، وتسميتها نوعاً ما خاطئة كون ان هذه التلة تتكون من قمتين تفصلهما مسافة 140 متر الأولى بارتفاع 203 متر والثانية بارتفاع 210 متر مرتبطتان بحافة حادة، كانت هذه التلة في بداية معركة الميناء غير محصنة لكن سرعان ما أدرك الروس أهميتها وبنوا عليها موقعاً دفاعياً قوياً، بالاعتماد على سفحها الحاد والبروزات الطبيعية فيها شكل الروس معقل ضخم وموضعين كبيرين محمين داخل الأرض ومن الامام معززة بقضبان فولاذية وخشبية ومطوقة بالاسلاك الشائكة المكهربة، كما كان المعقل متصل مع مواقع تلة فالس واكاساكاياما عن طريق الخنادق، وإلى القمة السفلية إلى الخلف تواجد مركز القيادة الروسي المحصن بالخرسانة المسلحة والذي كان يوجه القوات الروسية المدافعة بقيادة الكولونيل تريتياكوف والتي تقسمت إلى خمس مجاميع تزود كل مجموعة برشاشات، مجموعة مهندسين وعدد من المدافع.
في 18 سبتمبر حصلت أول زيارة من نوعها للمعركة من قبل الجنرال الياباني كوداما إلى الجنرال نوغي ونوهه إلى الاهمية الاستراتيجية لهذه التلة، وفي اليوم التالي 20 سبتمبر أمر الجنرال نوغي بشن أول هجوم للمشاة على هذا التل لكنه قوبل بتحصينات دفاعية غير قابلة للهدم من قبل المدفعية اليابانية مما أجبره على التراجع عن الهجوم يوم 22 سبتمبر مع خسائر بلغت 2,500 جندي ثم استأنف الهجوم على تحصينات الميناء في مواقع أخرى، ثم عاد لشن هجوم عام لمدة ستة أيام في نهاية شهر أكتوبر والذي كبد اليابانيين خسائر حوالي 124 ضابط و 3,611 رجل، وهذه الهزيمة حركت الرأي العام في اليابان ضد الإمبراطور نوغي، وطالب الجنرال ياماغاتا بإجراء محاكمة عسكرية له، لكن وبشكل غير مسبوق نفذ الجنرال نوغي من هذه المشكلة بواسطة تدخل الامبراطور ميجي شخصياً، لكن ومع ذلك رأى المارشال اوياما ايواو [الإنجليزية] استمرار الخسائر البشرية للجيش الثالث الياباني بهذا الشكل امر لايطاق لهذا ارسل الجنرال كوداما جينتارو بصلاحيات تخوله السيطرة على الجنرال نوغي أو إعفائه من القيادة.
فعاد الجنرال كوداما لزيارة نوغي مرة أخرى في نوفمبر لكنه قرر ان يمنحه فرصة اخيرة، وبعد الكثير من العمل الهندسي الشاق لاجل زعزعة دفاعات الروس والهجوم المدفعي بمدافع هاوتزر الجديدة، مع تفجير عدد من الالغام تحت التحصينات الروسية في الفترة بين 17 إلى 24 نوفمبر، تم التخطيط لشن هجوم شامل جديد في ليلة 26 نوفمبر وبالصدفة كان اسطول البلطيق الروسي قد دخل المحيط الهندي، خصص لهذا الهجوم 2,600 جندي فدائي من ضمنهم 1,200 جندي من الفصيل السابع [الإنجليزية] للجيش الامبراطوري الياباني الهجوم كان بقيادة بقيادة الجنرال ناكامورا ساتورو، لكن الهجوم فشل مرة أخرى، ومع هجوم مضاد للمدافعين الروس من معقل ارلونج ومعقل سونغشو تكبد الجيش الياباني خسائر ضخمة تقول الاحصاءات الرسمية بلغت الخسار 4,000 شخص، ولكن المصادر غير الرسمية تذكر ضعف هذا العدد.
أرسل الجنرال الروسي رومان كوندراتينكو قناصين روس لقتل أي مدافع يتخلى عن موقعه.
في الساعة 8:30 من يوم 28 أكتوبر، بدعم من المدفعية قامت القوات اليابانية بشن هجوم من اطراف تلتي اكاساكاياما والتل 203، وخلال هذا اليوم فقط اطلقت مدفعية هاوتزر 500 قذيفة وتمكن اليابانيين من الوصول إلى الاسلاك الشائكة للمعاقل الروسية حتى الفجر، واستمر الزحف إلى اليوم التالي 29 نوفمبر، مع ابقاء المدفعية تعمل طوال الوقت.
تكبد اليابانيين خسائر فادحة مرة أخرى حيث كان الروس في مواقع تسهل لهم استخدام القنابل اليدوية والمدافع الرشاشة ضد الجنود اليابانيين المكشوفين، في اليوم التالي 30 نوفمبر، تمكنت مجموعة يابانية صغيرة من رفع علم اليابان على قمة التل، ولكن في صباح اليوم التالي قام الروس بهجوم مضاد ناجح، مع سلطة كوداياما بإعفاء الجنرال نوغي إذا لزم الامر، تولى كوداياما القيادة بنفسه لقوات الخط الامامي اليابانية لكنه ابقى على الجنرال نوغي كقائد اسمي.
استمرت المعركة طوال الايام التالية على شكل قتال يدوي بين الجنود مع تبدل السيطرة على التل عدة مرات، وفي الساعة 10:30 من يوم 5 ديسمبر، وبعد قصف مدفعي ياباني عنيف أصيب فيه الجنرال الروسي تريتياكوف بجروح خطيرة، تمكن اليابانيون من الاستحواذ على تلة 203، حيث وجدوا على القمة حفنة قليلة من المدافعين الروس الذي لايزالون على قيد الحياة، شن الروس هجومين مضادين لاستعادة التل لكن كلا الهجومين فشلا، وبحلول الساعة 17:00 كانت تلة 203 بالكامل تحت سيطرة اليابانيين.
بالنسبة لليابانيين كانت تكلفة الاستيلاء على هذا التل كبيرة جداً حيث خسروا في الهجوم الاخير فقط قرابة 8,000 شخص بين قتيل وجريح بضمنهم أغلب مقاتلي الفصيل السابع، وبالنسبة للجنرال نوغي، أصبحت كلفة السيطرة على التل أكثر ألماً عندما تلقى خبر مقتل إبنه أثناء القتال في الهجوم الاخير على التل، حتى الروس الذين لم يضعوا أكثر من 1,500 شخص على التل للدفاع عنهم انتهى بهم الامر بفقدان 6,000 شخص بين قتيل وجريح.

### تدمير اسطول المحيط الروسي
ومع المنظر المفتوح من قمة التل 203 المطل على ميناء آرثر، يستطيع الجنرال نوغي الآن قصف الاسطول الروسي بمدافع الهاوتزر بقذائف مضادة للدروع بوزن حوال 220 كيلوغرام (500 باوند)، وتم ذلك القصف بشكل منهجي منظم لاغراق السفن الروسية ضمن مدى القذائف.
وبحلول يوم 5 ديسمبر 1904، تم اغراق البارجة الروسية بولتافا [الإنجليزية]، تلتها البارجة ريتفيزان [الإنجليزية] يوم 7 ديسمبر ثم بوبيدا [الإنجليزية] وبيريسفيت [الإنجليزية]، والطرادات الروسية بالادا [الإنجليزية] وبايان [الإنجليزية] يوم 9 ديسمبر، اما البارجة سيفاستوبول [الإنجليزية] وحتى بتلقيها 5 قذائف من مدفع هاوتزر تمكنت من الهرب من مدى المدافع، متأثير بحقيقة أن اسطول المحيط الهادئ الروسي تم إغراقه من قبل جيش المشاة الياباني وليس البحرية الامبراطورية ارسل الجنرال الياباني توغو عدد من البارجات اليابانية وبأمر مباشر من طوكيو بعدم ترك البارجة سيفاستوبول الوحيدة الناجية من الاسطول تهرب، أرسلت مدمرات يابانية في ستة هجمات منفصلة لاغراق سيفاستوبول ، وبعد 3 اسابيع كانت لا تزال السفينة عائمة فوق الماء بعد نجاتها من 124 طوربيد، وخسر اليابانيين في هذه الهجمات مدمرتين وتضررت ستة أخرى، مع فقدان الطراد الياباني تاكاساغو [الإنجليزية] نتيجة انفجار لغم بحري عليه خارج الميناء.

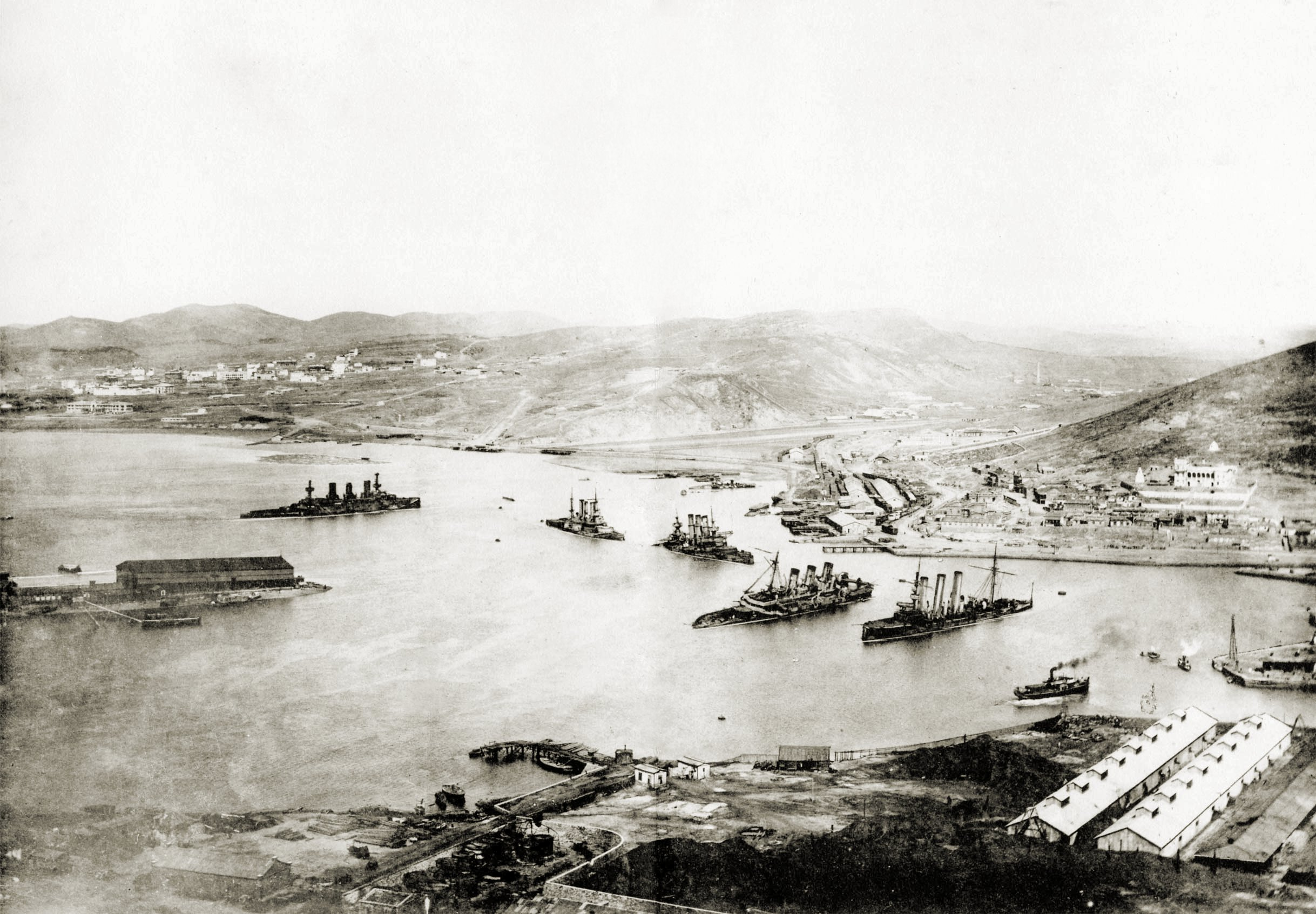
صورة لميناء آرثر من قمة التل الذهبي بعد انتهاء المعركة، وتظهر السفن الروسية المدمرة (من اليسار) : بيريسفيت، بولتافا، ريتفيزان، بوبيدا والطراد بالادا.

وفي ليلة يوم 2 يناير 1905، بعد استسلام ميناء آرثر لليابانيين، قام قبطان سفينة سيفاستوبول نيكولاي إيسين [الإنجليزية] بقلب السفينة على جانبها تحت عمق 55 متر (30 قامة) تحت الماء بواسطة فتح مرابط السفينة لجانب واحد فقط لكي لا يتمكن اليابانيين من رفعها واخذها، وفي نهاية الامر رفع اليابانيين السفن الاخرى [الإنجليزية] من الاسطول وارسلوها إلى البحرية الامبراطورية اليابانية.

### الاستسلام

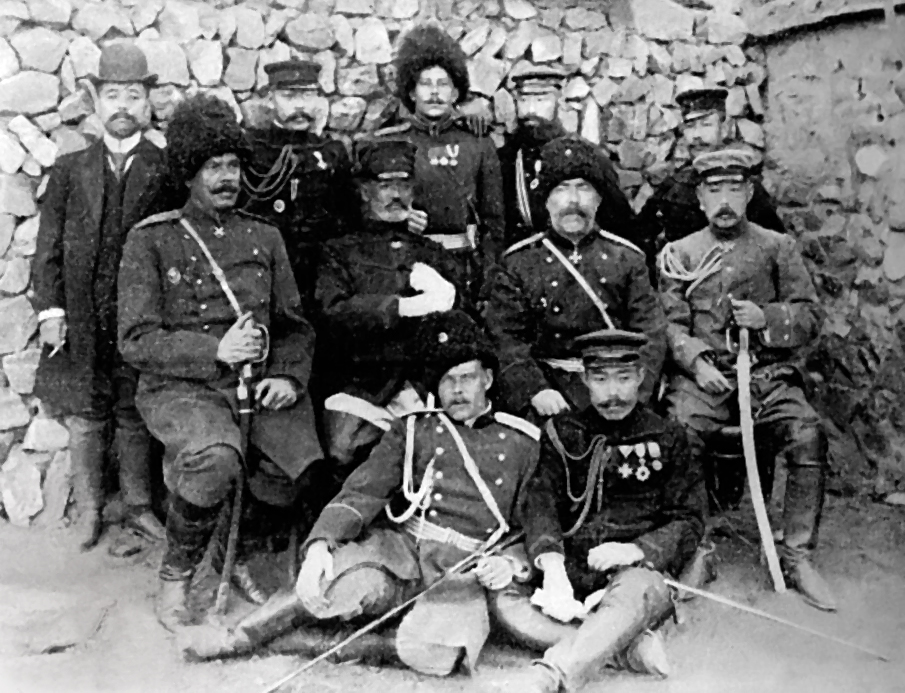
توقيع اتفاقية استسلام القوات الروسية في ميناء آرثر، يظهر الجنرال الياباني: نوغي (يسار الوسط)، والجنرال الروسي: ستوسيل (يمين الوسط).

بعد فقدان اسطول المحيط الهادئ الروسي، ذكر كل من الجنرالين انتولي ستوسيل واليكسندر فوك [الإنجليزية] في مجلس عقد يوم 8 من ديسمبر 1904 بأنه لا سبب يجعلهم يحتفظون بالميناء بعد الآن ويجب تسليمه لليابانيين لكن هذه الفكرة رفضت من قبل كبار القادة والضباط، لهذا استمرت حرب الخنادق والانفاق مع اليابانيين، ومع وفاة الجنرال رومان كوندراتينكو يوم 15 ديسمبر 1904 في حصن تشيكوان، عين الجنرال ستويسيل الجنرال فوك غير الكفوء مكانه، ومع حلول يوم 18 ديسمبر 1904 فجر اليابانيين لغماً يزن 1,800 كيلوغرام تحت حصن تشيكوان مما نتج عنه اسقاط هذا الحصن في تلك الليلة، وفي يوم 28 ديسمبر 1904، تم تفجير الالغام المزروعة تحت حصن ايرهلونغ مما ادى إلى تدميره بالكامل.
وحتى يوم 31 ديسمبر 1904، تم تفجير سلسلة من الألغام تحت الحصن الروسي الوحيد المتبقي حصن سونغشو والذي سقط في نفس اليوم، وفي اليوم التالي 1 يناير 1905 سقطت مدينة وانتاي اخيراً بيد اليابانيين بشكل كامل، وفي اليوم نفسه ارسل الجنرالين ستويسيل وفوك رسالة إلى الجنرال نوغي يعرضان عليه الاستسلام، واتخذا هذا القرار من دون الرجوع إلى القادة الكبار الروس الاخرين مما اثار هذا غضبهم وخاصة كونستانتين سميرنوف [الإنجليزية] ونيكولاي تريتياكوف [الإنجليزية]، قبل اليابانيين الإستسلام وتم توقيع المعاهدة يوم 5 يناير 1905 في الضاحية الشمالية من شويشينغ [الإنجليزية].
وبهذا الاستسلام تم أسر كافة العسكريين الروس في الميناء والسماح للمدنيين بالخروج من المنطقة بسلام، وتم تخيير الضباط الروس إما الذهاب كأسرى حرب إلى مخيمات الإعتقال مع رجالهم، أو الإفراج عنهم بشرط عدم انضمامهم للحرب مرة أخرى.
وذهل اليابانيين بعد أن وجدوا مخزن هائل للمواد الغذائية والعتاد لايزال في ميناء آرثر، مما يعني ان الجنرال ستويسيل قد استسلم قبل انتهاء القتال بوقت طويل، ولاحقا تم إجراء محاكمة عسكرية لكل من ستويسيل وفوك وسميرنوف بعد عودتهم إلى سانت بطرسبرغ.
اما بالنسبة للجنرال نوغي، فبعد انهاء معركة ميناء آرثر، قاد ما تبقى من جيشه الذي قوامه 120,000 رجل شمالاً للانضمام إلى المارشال اوياما في معركة موكدن.

## الخسائر
عانت القوات البرية الروسية اثناء حصار الميناء من فقدان 31,306 شخص، منهم على الاقل 6,000 شخص قتلى، وفي بعض الاحيان يذكر رقم 15,000 بين قتيل وجريح ومفقود منهم.
في نهاية الحصار أسر اليابانيين 878 من ضباط الجيش و23،491 من رتب أخرى، 15,000 شخص من الأسرى كانوا مصابين، كما استولى اليابانيين على 546 بندقية و82،000 قذيفة مدفع.
بالإضافة إلى هذه الخسائر، فقد الروس اسطولهم البحري المتمركز في ميناء آرثر بالكامل، كما اعتقل اليابانيين 8,956 بحار روسي.
أما خسائر الجيش الياباني فقد ذكر في احصائية رسمية بإن خسائرهم بلغت 57,780 شخص كلياً منهم 14,000 قتيل بالإضافة إلى ذلك عانى حوالي 33,769 شخصاً من الامراض اثناء الحصار منهم 21,023 شخص اصيبوا بمرض بيريبيري، فقدت البحرية اليابانية 16 سفينة خلال الحصار بضمنها بارجتان وأربعة طرادات.
ظهرت تقديرات أخرى غير رسمية أعلى لخسائر الجيش الياباني في تلك المعركة تذكر أن الخسائر اليابانية كانت بين 94,000 و 110,000 بين قتيل وجريح ومفقود، لكن هذه التقديرات أعطت من دون النظر إلى التاريخ الطبي للحرب.

## الآثار التي نتجت عن معركة الحصار
استيلاء اليابانيين على ميناء آرثر وانتصاراتهم المتتالية في معركة موكدين وتسوشيما أعطت لليابانيين مكانة عسكرية مهمة خاصة بعد الحكم الذي اصدره رئيس الولايات المتحدة ثيودور روزفلت في معاهدة بورتسموث والتي انهت الحرب وأعطت لليابان موقع بين الدول العظمة.
اما في روسيا أدت خسارة الحرب إلى اضطرابات سياسية كبرى في روسيا نتج عنها الثورة الروسية عام 1905.

### ببليوجرافيا
- Nørregaard، Benjamin Wegner (1906). The Great Siege: The Investment and Fall of Port Arthur. London: ميثون لننشر  [لغات أخرى]‏. مؤرشف من الأصل في 2017-04-28.{{استشهاد بكتاب}}:  صيانة الاستشهاد: علامات ترقيم زائدة (link)
- Connaughton، Richard (2003). Rising Sun and Tumbling Bear. Cassell. ISBN:0-304-36657-9.
- Kowner، Rotem (2006). Historical Dictionary of the Russo-Japanese War. Scarecrow. ISBN:0-8108-4927-5.
- Jukes، Geoffrey. The Russo-Japanese War 1904–1905. Osprey Essential Histories. (2002). (ردمك 978-1-84176-446-7).
- تشارلز ريبنغتون (1905). The War in the Far East, 1904-1905. J. Murray. مؤرشف من الأصل في 2017-04-28.
- Sedgwick، F.R. (1909). The Russo-Japanese War. Macmillan.
- Warner، Peggy. The Tide at Sunrise: a history of the Russo-Japanese War، 1904–1905. Routledge (1974) (ردمك 0714652563).
- Birolli، Bruno، Port-Arthur، 8 février 1904، 5 janvier 1905، Economica (2015) – French
- Sakurai، Tadayoshi (1907). Human bullets, a soldier's story of Port Arthur. Houghton, Mifflin and company. مؤرشف من الأصل في 2017-04-29.

## روابط خارجية
- The Russo-Japanese War Research Society
- Siege of Port Arthur Stereoviews Lafayette College Library، from the collection of Richard Mammana
- PRISONERS AND SPOILS OF PORT ARTHUR. The Straits Times، May 9، 1905، Page 7
- Graham J. Morris (2005) Port Arthur – The Siege available at battlefieldanomalies.com